# یاسوهیرو تومیناگا
یاسوهیرو تومیناگا (انگلیسی: Yasuhiro Tominaga؛ زادهٔ ۲۲ مهٔ ۱۹۸۰) بازیکن فوتبال اهل ژاپن است.
از باشگاه‌هایی که در آن بازی کرده‌است می‌توان به باشگاه فوتبال یوکوهاما مارینوس، باشگاه فوتبال ناگویا گرامپوس، باشگاه فوتبال کونسادول ساپورو، و باشگاه فوتبال ساگان توسو اشاره کرد.